# موريس زيلخا
موريس كدوري زيلخة (1918-1964) كان مصرفيًا عراقيًا.

## وقت مبكر من الحياة
وُلِد موريس زيلخة في بغداد بالعراق، وهو ابن خضوري زيلخة ولويز (باشي) زيلخة.

## حياة مهنية
كان مديرًا عامًا لبنك زليخة في مصر حتى تم مصادرة أصول العائلة المصرية في عام 1956 من قبل حكومة جمال عبد الناصر . 
كان موريس زيلخا جزءًا من عائلة مصرفية بارزة أسسها والده، خضوري زيلخا، في بغداد عام 1899. توسعت أعمال العائلة لتشمل فروعًا في بيروت، ودمشق، والقاهرة، ونيويورك، وباريس، مما جعلها أول شبكة مصرفية إقليمية في الشرق الأوسط. بعد أن استقرت العائلة في الولايات المتحدة عام 1941، واجهت فروعها في الشرق الأوسط موجة من التأميم، حيث تم الاستيلاء على بنك زيلخا في العراق عام 1950، وفي سوريا عام 1954، وفي مصر عام 1956، وهو ما أثر بشكل مباشر على مسيرة موريس المهنية.
تميزت العائلة بعلاقات قوية مع كبار الشخصيات والملوك والدبلوماسيين في المنطقة، مما أكسبها سمعة واحترامًا كبيرين. توفي خضوري زيلخا، والد موريس، في نيويورك عام 1956، تاركًا أبناءه الأربعة، بما فيهم موريس وشقيقه سليم زيلخا الذي أسس لاحقاً سلسلة متاجر "Mothercare" الشهيرة في بريطانيا.
في عام 1956، غادر زيلكا مصر وحصل على الجنسية الإيطالية. توفي عام 1064 في فندق كارليل بمدينة نيويورك بعد مرض قصير. 

## الحياة الشخصية
وقد ترك خلفه زوجته هيلين باراسكيفيادياس زيلكا، وابنته دوريس من باريس، فرنسا ومون سور رول ، سويسرا؛ وابنه فيليب؛ بالإضافة إلى إخوته الثلاثة وأختيه، السيدة هيلين سيمون والسيدة حنينا شاشا (زوجة ألفريد أبو شاشا)، وكلاهما من نيويورك. 